# Куприянов, Александр Александрович
Александр Александрович Куприянов (род. 5 февраля 1970, Горький) — советский и российский хоккеист, защитник. Мастер спорта России.

## Биография
Воспитанник горьковского «Торпедо». Выступал за команды «Кварц» Бор (1988/89 — 1991/92), «Торпедо» Нижний Новгород (1990/91, 1992/93 — 1996/97), «Мотор» Заволжье (1997/98 — 1998/99).
Участник ветеранских хоккейный соревнований. Тренер команды Ночной хоккейной лиги «Русская Тройка».
Сын Роман (род. 1994) завершил профессиональную карьеру хоккейного вратаря из-за травм в возрасте 19 лет.